# Kapotnia
Pour les articles homonymes, voir Lioublino.
Kapotnia (russe : Муниципальный округ Капотня) est un district municipal du district administratif sud-est de la municipalité de Moscou.
La zone abritait auparavant les villages de Cagino et Kapotnia. Les mentions de cette dernière apparaissent pour la première fois en 1336, dans le testament du prince Ivan Ier, dans lequel il lègue à son fils Siméon, les 150 maisons du village alors occupé par 600-700 habitants.
Ces villages sont inclus dans le territoire de Moscou 18 août 1960, après l'achèvement du MKAD.

Armes du district
Drapeau du district